# Beta-laktam
β-laktamski (beta-laktamski) prsten je četvoročlani laktam. Laktam je ciklični amid. On se tako naziva zato što je atom azota vezan za β-ugljenik u odnosu na karbonil. Najmanji mogući β-laktam je 2-azetidinon.

## Klinički značaj
β-laktamski prsten je deo osnovne strukture nekoliko familija antibiotika, kao što su penicilini, cefalosporini, karbapenemi, i monobaktami, koji se stoga nazivaju β-lakctamski antibiotici. Skoro svi oni deluju putem inhibicije biosinteze bakterijskog ćelijskog zida. To proizvodi letalne efekte na bakterije. U bakterijskim populacijama postoje podvrste koje su otporne na β-laktamske antibiotike. To svojstvo se ostvaruje izražavanjem gena β-laktamaze. Kad bakterijske populacije sadrže takve otporne podgrupe, tretman β-laktamima može da proizvede dominantni soj koji ima povećanu virulentnost.

## Istorija
Prvi sintetički β-laktam je pripremio Herman Štaudinger 1907. reakcijom Šifove baze anilina i benzaldehida sa difenilketenom u [2+2]cikloadiciji:

## Spoljašnje veze
- Sinteza β-laktama